# 精子減少症
精子減少症（せいしげんしょうしょう）または乏精子症（ぼうせいししょう）（英: oligozoospermia, oligospermia, low sperm count）とは、精子の濃度が低い精液のことを指し、男性不妊症ではよく見られる症状である。精子濃度が低下した精液には、精子の形態や運動性に著しい異常が見られることがよくある（厳密には乏精子症、英: oligoasthenoteratozoospermia）。精液分析で使われている記述的な用語を、より定量的な情報に置き換えることに関心が寄せられている。
WHOの「ヒト精液検査と手技 WHOラボマニュアル」第6版を参照すると、精子濃度1,600万個/mL未満が精子減少症と言える。
精子製造機能に異常がある造精機能障害が原因のケース、精子通過場所に異常がある精路機能障害が原因のケースの2つがあるが、治療法が異なる。